# Ангулу (Парана)
Ангулу (порт. Ângulo) — муниципалитет в Бразилии, входит в штат Парана. Составная часть мезорегиона Северо-центральная часть штата Парана. Входит в экономико-статистический микрорегион Асторга. Население составляет 3166 человек на 2006 год. Занимает площадь 106,021 км². Плотность населения — 29,9 чел./км².
Праздник города — 4 сентября. 

## История
Город основан в 1993 году.

## Статистика
- Валовой внутренний продукт на 2003 год составляет 30 442 355,00 реалов (данные: Бразильский институт географии и статистики).
- Валовой внутренний продукт на душу населения на 2003 год составляет 10 093,62 реалов (данные: Бразильский институт географии и статистики).
- Индекс развития человеческого потенциала на 2000 год составляет 0,742 (данные: Программа развития ООН).

## География
Климат местности: субтропический. В соответствии с классификацией Кёппена, климат относится к категории Cfb.